# Astragalus musimonum
Astragalus musimonum är en ärtväxtart som beskrevs av Rupert Charles Barneby. Astragalus musimonum ingår i släktet vedlar, och familjen ärtväxter. Inga underarter finns listade i Catalogue of Life.